# Visual Prolog
Turbo Prolog es un completo sistema de desarrollo de software que incluye un compilador y un entorno de desarrollo integrado (IDE) para el lenguaje de programación PROLOG, desarrollado por Borland, dentro de la familia de productos Turbo (Turbo C, Turbo Pascal, Turbo Assembler, Turbo Basic, etc).

## Versiones

### Turbo Prolog
Borland lanzó dos versiones de Turbo Prolog. La versión 1.0 fue lanzada en 1986 para MS-DOS y, posteriormente, la 2.0 en 1988, la cual estaba previsto que saliera también para el sistema operativo OS/2, cosa que no llegó a ocurrir. Como otras implementaciones PROLOG de la época (por ejemplo, micro-PROLOG) no se atenía al estándar propuesto por la Universidad de Edimburgo (que posteriormente daría lugar al ISO-PROLOG como norma para el lenguaje, ISO/IEC 13211-1), produciendo un dialecto muy diferenciado, en el que la programación estructurada impuesta por el lenguaje es una señal distintiva.

### PDC Prolog / Visual Prolog
La licencia del programa fue vendida por Borland a la división de la empresa que se había encargado de su desarrollo, la cual había creado en 1984 la compañía PDC (Prolog Development Center) y se hizo cargo del producto; pasó a comercializarlo con el nombre de PDC Prolog (para primero para los sistemas operativos MS-DOS y OS/2, y posteriormente para Windows 3.1) y en 1996 renombró el software a Visual Prolog, actualizando y manteniendo el producto en el mercado hasta la actualidad. A partir de la versión 6.0 (lanzada en 2002) el lenguaje era completamente orientado a objetos.

## Ejemplo
El siguiente código fuente corresponde con el clásico problema de las Torres de Hanói:
```
class
 
hanoi
 

   
predicates
 

       
hanoi
 
:
 
(
unsigned
 
N
).
 

end
 
class
 
hanoi
 

 

implement
 
hanoi
 

   
domains
 

       
pole
 
=
 
string
.
 

 

   
clauses
 

       
hanoi
(
N
)
 
:-
 
move
(
N
,
 
"
left
"
,
 
"
centre
"
,
 
"
right
"
).
 

 

   
class
 
predicates
 

       
move
 
:
 
(
unsigned
 
N
,
 
pole
 
A
,
 
pole
 
B
,
 
pole
 
C
).
 

   
clauses
 

       
move
(
0
,
 
_
,
 
_
,
 
_
)
 
:-
 
!
.
 

       
move
(
N
,
 
A
,
 
B
,
 
C
)
 
:-
 

           
move
(
N
-
1
,
 
A
,
 
C
,
 
B
),
 

           
stdio
::
writef
(
"
move a disc from % pole to the % pole
\n
"
,
 
A
,
 
C
),
 

           
move
(
N
-
1
,
 
B
,
 
A
,
 
C
).
 

end
 
implement
 
hanoi
 

 

goal
 

   
console
::
init
(),
 

   
hanoi
::
hanoi
(
4
).

```